# 大山寺駅 (愛知県)
大山寺駅（たいさんじえき）は、愛知県岩倉市大山寺町にある、名古屋鉄道犬山線の駅である。駅番号はIY06。

## 歴史
- 1915年（大正4年）2月5日 - 開業。
- 1952年（昭和27年）3月25日 - 無人化[1]。
- 2003年（平成15年） - ホーム上屋が延長される。
- 2004年（平成16年）
  - 1月 - 新駅舎、自動改札機・自動精算機を設置。同時に下りホームの出入口を変更。
  - 2月15日 - SFパノラマカード・ユリカが使用可能となる。
- 2011年（平成23年）2月11日 - ICカード乗車券「manaca」供用開始。
- 2012年（平成24年）2月29日 - トランパス供用終了。

## 駅構造
6両編成対応（20m車6両編成対応）の相対式ホーム2面2線を有する地上駅である。
改札口は各ホームの中程にあり、付近には自動券売機（継続manaca定期乗車券及び新規manaca通勤定期乗車券の購入も可能ではあるが、7:00～22:00の間に限られる）と自動精算機（ICカードの積み増し等も可能）が1台ずつ設置されている。なお、互いのホームを接続する連絡通路が改札内に存在しないため、反対方面の列車に乗車するには駅南側の踏切を使用して目的方向の改札から入場する必要がある。
犬山方面の改札付近には、岩倉市が設置したトイレがある。

### のりば
| 番線 | 路線      | 方向 | 行先                       |
| ---- | --------- | ---- | -------------------------- |
| 1    | IY 犬山線 | 下り | 岩倉・犬山方面             |
| 2    | IY 犬山線 | 上り | 名鉄名古屋・金山・伏見方面 |

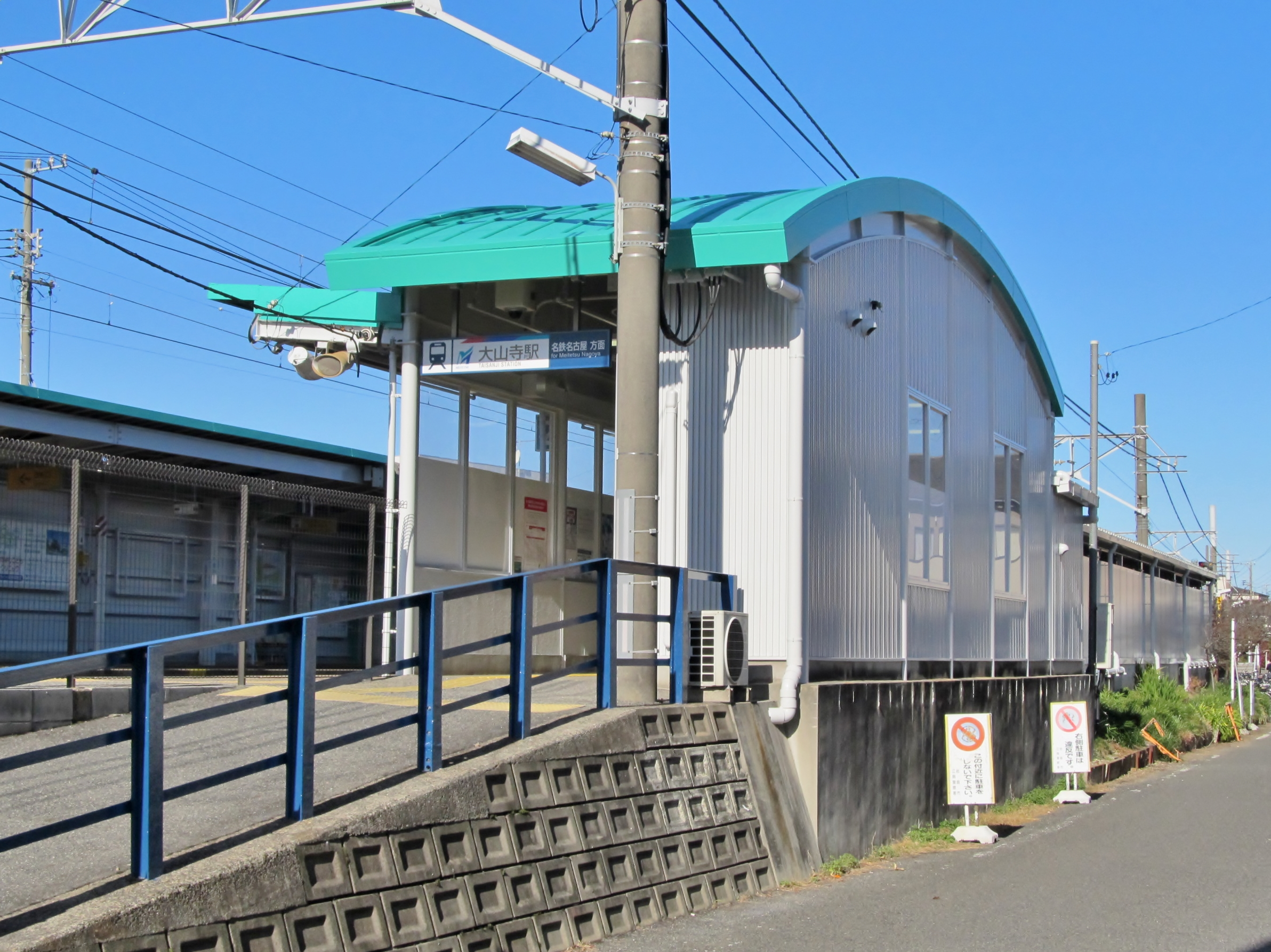
上り駅舎
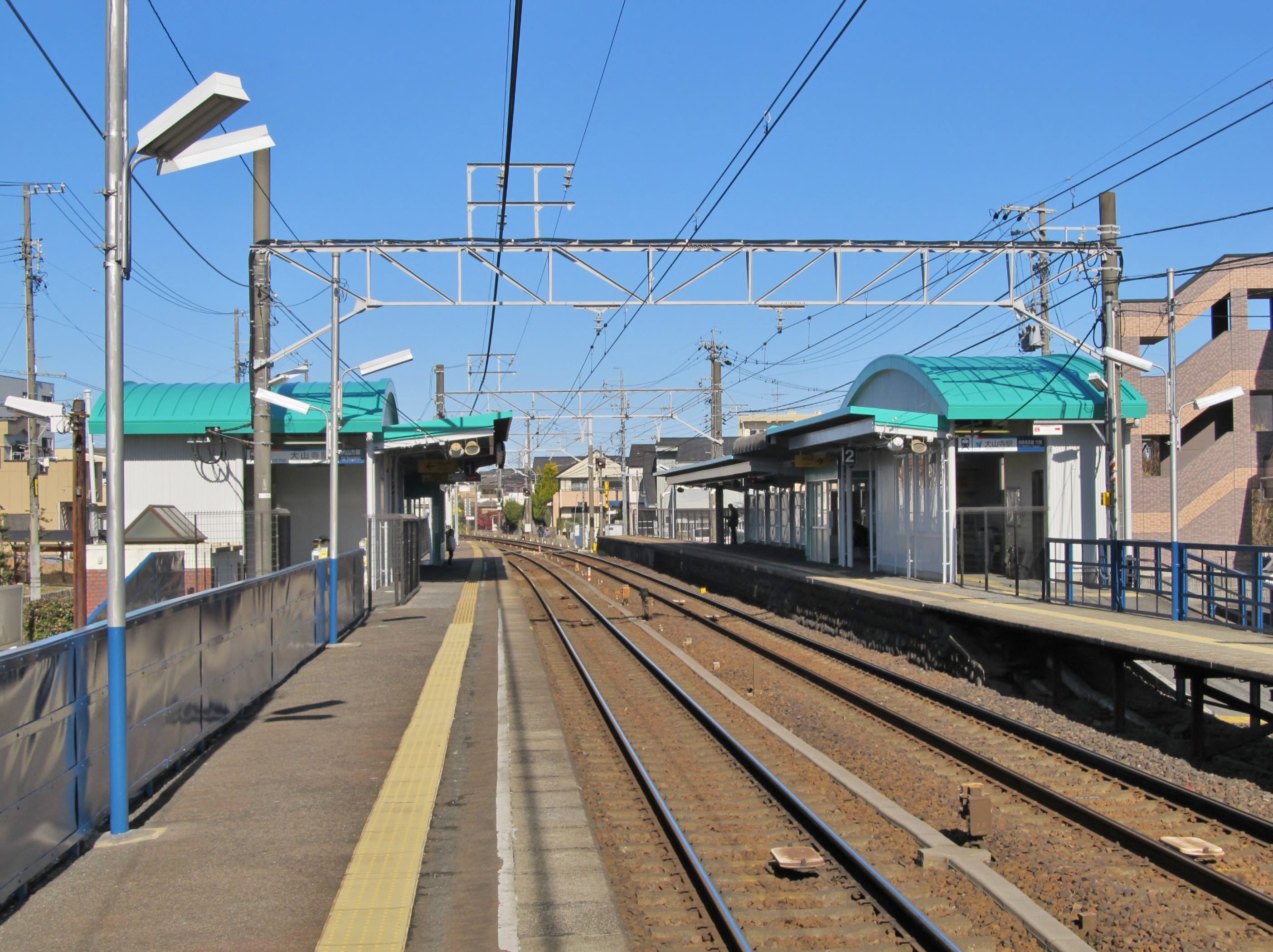
ホーム
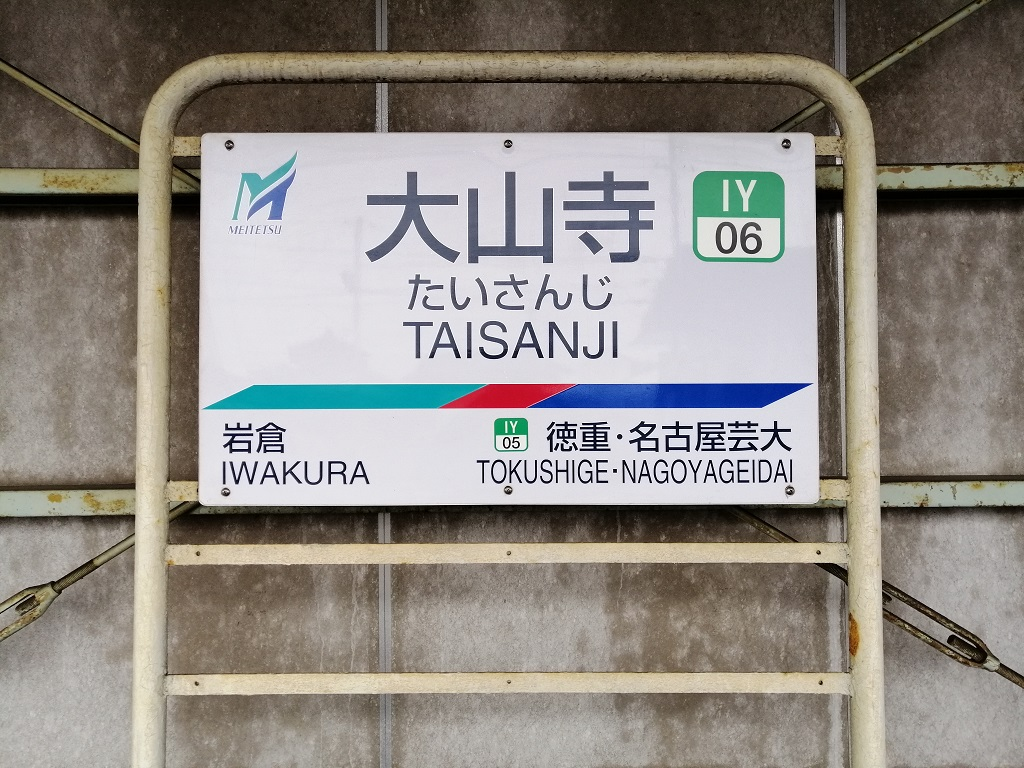
駅名標

### 配線図
| ← 上小田井・ 名古屋方面 | 大山寺駅 構内配線略図 | → 岩倉・ 犬山方面 |
| 凡例 出典:              |                       |                   |

## 利用状況
- 『名鉄120年：近20年のあゆみ』によると2013年度当時の1日平均乗降人員は1,955人であり、この値は名鉄全駅（275駅）中184位、犬山線（17駅）中15位であった[5]。
- 『名古屋鉄道百年史』によると1992年度当時の1日平均乗降人員は1,006人であり、この値は岐阜市内線均一運賃区間内各駅（岐阜市内線・田神線・美濃町線徹明町駅 - 琴塚駅間）を除く名鉄全駅（342駅）中221位、 犬山線（17駅）中16位であった[6]。
- 『いわくらの統計』『移動等円滑化取組報告書』によると、一日平均乗降・乗車人員は下表のとおりである[7][8]。
  - 年度別乗降・乗車人員から、定期枚数は360で除し、定期外枚数は365（閏日が含まれる年度は366）で除して一日平均乗降・乗車人員を求めている。

| 年度               | 一日平均 乗降人員 | 一日平均 乗車人員 |
| ------------------ | ----------------- | ----------------- |
| 2008年（平成20年） | 2,041             | 1,027             |
| 2009年（平成21年） | 1,971             | 993               |
| 2010年（平成22年） | 1,905             | 962               |
| 2011年（平成23年） | 1,874             | 971               |
| 2012年（平成24年） | 1,870             | 975               |
| 2013年（平成25年） | 1,955             | 1,018             |
| 2014年（平成26年） | 1,966             | 1,024             |
| 2015年（平成27年） | 2,032             | 1,058             |
| 2016年（平成28年） | 2,051             | 1,062             |
| 2017年（平成29年） | 2,091             | 1,080             |
| 2018年（平成30年） | 2,109             | 1,088             |
| 2019年（令和元年） | 2,065             | 1,061             |

## 駅周辺
周辺は住宅地である。
- 岩倉市立曽野小学校
- 岩倉市営曽野団地
- 雇用促進住宅岩倉宿舎（曽野団地）
- 医療法人知邑舎 岩倉病院
- 石塚硝子 本社工場

## 隣の駅
名古屋鉄道
IY 犬山線
□ミュースカイ・□快速特急・■特急・□快速急行・■急行・■準急
通過
■普通
徳重・名古屋芸大駅（IY05） - 大山寺駅（IY06） - 岩倉駅（IY07）
- 岩倉駅との間に稲荷前駅があったが、廃止された